# Pachyrhynchus
Pachyrhynchus är ett släkte av skalbaggar. Pachyrhynchus ingår i familjen Ithyceridae.

## Dottertaxa tillPachyrhynchus, i alfabetisk ordning[1]
- Pachyrhynchus abranus
- Pachyrhynchus aeneus
- Pachyrhynchus aglaiae
- Pachyrhynchus alboguttatus
- Pachyrhynchus ardens
- Pachyrhynchus biplagiatus
- Pachyrhynchus boronganus
- Pachyrhynchus chevrolati
- Pachyrhynchus chlorolineatus
- Pachyrhynchus cincinnus
- Pachyrhynchus circuliferus
- Pachyrhynchus concinnus
- Pachyrhynchus cumingii
- Pachyrhynchus davaoensis
- Pachyrhynchus decussatus
- Pachyrhynchus elegans
- Pachyrhynchus erichsonii
- Pachyrhynchus eschscholtzii
- Pachyrhynchus fahraei
- Pachyrhynchus fimbriatus
- Pachyrhynchus galeraensis
- Pachyrhynchus gemmans
- Pachyrhynchus gemmatus
- Pachyrhynchus globulipennis
- Pachyrhynchus inornatus
- Pachyrhynchus jugifer
- Pachyrhynchus lagopyga
- Pachyrhynchus latifasciatus
- Pachyrhynchus mandarinus
- Pachyrhynchus moniliferus
- Pachyrhynchus multipunctatus
- Pachyrhynchus murinus
- Pachyrhynchus neojugifer
- Pachyrhynchus orbifer
- Pachyrhynchus ornatus
- Pachyrhynchus perpulcher
- Pachyrhynchus phaleratus
- Pachyrhynchus pretiosus
- Pachyrhynchus profanus
- Pachyrhynchus reticulatus
- Pachyrhynchus rhodopterus
- Pachyrhynchus rizali
- Pachyrhynchus roseomaculatus
- Pachyrhynchus rufopunctatus
- Pachyrhynchus rugicollis
- Pachyrhynchus sallei
- Pachyrhynchus schoenherri
- Pachyrhynchus scintillans
- Pachyrhynchus speciosus
- Pachyrhynchus striatus
- Pachyrhynchus waltoni
- Pachyrhynchus venustus